# Узунбаир
Узунбаир (на турски: Uzunbayır) е село в околия Лалапаша във вилает Одрин, Турция.

## География
Селото е разположено в Одринска Тракия, в непосредствена близост до българо-турската граница.